# ۲وی
۲وی(2WEI) یا ۲وی موزیک(2WEI Music) یک تیم آهنگساز است که توسط کریستین ورلندر و سایمون هیگر در اوایل سال ۲۰۱۶ تأسیس شد. این گروه در هامبورگ، آلمان مستقر است. موسیقی آنها در تریلرهای فیلم متعددی از جمله زن شگفت‌انگیز و تاریک‌ترین لحظات نمایش داده شده‌است.

## سابقه
کریستین ورلندر و سایمون هیگر از دوران کالج همدیگر را می‌شناختند و پس از آن مسیرهای شغلی مختلفی را دنبال کردند. ورلندر شروع به کار برای هانس زیمر و جانکی ایکس‌ال در لس آنجلس کرد، در حالی که هیگر در خانه‌های موسیقی تبلیغاتی مانند موفونیکس و یسیان کار می‌کرد.
ورلندر در سال ۲۰۱۵ به آلمان بازگشت و در سال ۲۰۱۶ آنها به گروه پیوستند و ۲وی را تشکیل دادند و مهارت‌های خود را از دنیای تبلیغات و موسیقی فیلم ترکیب کردند.
از آن زمان، این گروه موفقیت مستمری داشته‌است و آهنگ‌های خود را برای کمپین‌های تبلیغاتی مختلف اجرا کردند. اخیراً آهنگ‌های آن‌ها در مجموعه‌ای از انیمیشن‌های ایجاد شده توسط یک کاربر یوتیوب یعنی SAD-ist، بر اساس رویدادهای دریم اس‌ام‌پی، سرور ماینکرفت که به نقش‌آفرینی بداهه اختصاص داده شده‌است، استفاده شده‌است. محبوبیت این انیمیشن‌ها باعث شد که گروه، آهنگی منتشرنشده را به SAD-ist ارائه دهد تا از آن به‌طور خاص برای انیمیشن خود استفاده کند، و همین‌طور طراحی صدا.
آهنگ‌های این دو آهنگساز توسط پوزیشن موزیک، اسمی که در حال حاضر با آن کار می‌کنند، به خانه‌های تریلر و ویراستارهای مختلف موسیقی ارتقا داده شده‌است. بلافاصله پس از آن، موسیقی آنها برای نمایش در تریلرهای مختلف فیلم‌های هالیوود انتخاب شد.

## اعتبارات صدور مجوز

### تریلر فیلم
تریلرهای اصلی فیلم عبارتند از: زن شگفت‌انگیز، مهاجم مقبره، شبح درون پوسته، جنگ برای سیاره میمون‌ها، والرین و شهر هزار سیاره، تاریک‌ترین لحظات، موتورهای مرگبار و پسر جهنمی.

### تریلر بازی
۲وی برای تریلرهای لیگ افسانه‌ها، ندای وظیفه، بتلفیلد، جنون سرعت، ولورنت، اساسینز کرید والهالا، ایپکس لجندز، سرزمین عجایب تینی تاینی، اونمیوجی، گارنا فری فایر، جنگ رعد و بسیاری دیگر آهنگ ساخته و ریمیکس کرده‌است. در ۱۹ دی ۱۳۹۸، ۲وی به عنوان همراهی با ادا هیز و بلور استودیو، نسخه ای از آهنگ جنگجوها توسط ایمجین درگنز را ارائه کرد تا حاشیه صوتی موزیک ویدئو برای تبلیغ فصل ۲۰۲۰ بازی ویدئویی لیگ افسانه‌ها باشد. (اثر رایت گیمز).

### تبلیغات
موسیقی ۲وی در تبلیغات لوفت‌هانزا، آئودی، مرسدس-بنز، فیلا، سامسونگ، فیس‌بوک، ب‌ام‌و، کلگری فلیمس و غیره نشان داده شده‌است. در سال ۲۰۱۸ به آنها شیر طلایی در کن برای بهترین آهنگسازی اهدا شد.

### دیسکوگرافی
| سال  | همراه با                                | عنوان                           | عنوان فیلم/بازی           |
| ---- | --------------------------------------- | ------------------------------- | ------------------------- |
| ۲۰۱۸ | ادا هیز                                 | بازمانده                        |                           |
| ۲۰۱۸ | -                                       | سمی                             |                           |
| ۲۰۱۹ | ابوت                                    | هرگز دور نبوده                  |                           |
| ۲۰۱۹ | -                                       | کارما پلیس                      | گوست ریکان نقطه توقف      |
| ۲۰۱۹ | ابوت لونا مورگنسترن                     | رویارویی                        |                           |
| ۲۰۲۰ | ادا هیز                                 | جنگجوها                         | لیگ افسانه‌ها              |
| ۲۰۲۰ | -                                       | سر و صدا و فرار                 | اساسینز کرید والهالا      |
| ۲۰۲۰ | اوهانا بام ماروین بروکس                 | تو این را می‌خواهی               |                           |
| ۲۰۲۰ | جان بری برایانت                         | بزن به چاک جک                   |                           |
| ۲۰۲۰ | جان بری برایانت                         | بوم بوم                         |                           |
| ۲۰۲۰ | جان بری برایانت                         | من نمی‌خواهم دنیا را به آتش بکشم |                           |
| ۲۰۲۰ | ارین جی اندرسون لوف ماروین بروکس        | زمان عمل                        | فری فایر                  |
| ۲۰۲۱ | ماروین بروکس                            | روح                             |                           |
| ۲۰۲۱ | ماروین بروکس                            | همه داخل                        | فری فایر                  |
| ۲۰۲۱ | اینار سلویک جولی فولیس علی کریستنهوس    | کاناید لیا فیل                  | اساسینز کرید والهالا      |
| ۲۰۲۱ | شپتکوف                                  | شکل قلب من                      |                           |
| ۲۰۲۱ | -                                       | تاج را بکش                      |                           |
| ۲۰۲۱ | ادا هیز                                 | سوختن                           |                           |
| ۲۰۲۱ | ادا هیز                                 | پاندورا                         |                           |
| ۲۰۲۱ | ادا هیز علی کریستنهوس                   | چه دنیای شگفت‌انگیزی             |                           |
| ۲۰۲۱ | ادا هیز                                 | طرف کور                         |                           |
| ۲۰۲۲ | ادا هیز لوئیس لایبفرید                  | ندا                             | لیگ افسانه‌ها              |
| ۲۰۲۲ | جوزنز کاتائم                            | آماده جنگ                       |                           |
| ۲۰۲۲ | تامی پروفیت فلوری                       | دنیای دیوانه                    |                           |
| ۲۰۲۲ | شپتکوف                                  | تاینا                           |                           |
| ۲۰۲۲ | -                                       | فری فایر سنتوزا ۲۰۲۲            | فری فایر                  |
| ۲۰۲۲ | ادا هیز ابوت                            | ناپدید                          |                           |
| ۲۰۲۲ | علی کریستنهوس                           | خیابان ماریا                    |                           |
| ۲۰۲۲ | شپتکوف                                  | مفهوم عدالت                     |                           |
| ۲۰۲۲ | جوزنز کاتائم                            | غارتگر                          |                           |
| ۲۰۲۲ | جوزنز کاتائم ماروین بروکس علی کریستنهوس | من پیرتر                        |                           |
| ۲۰۲۲ | ادا هیز                                 | برخیز                           |                           |
| ۲۰۲۲ | بری برایانت                             | بد به استخوان                   |                           |
| ۲۰۲۲ | ماروین بروکس                            | سکس در آتش                      |                           |
| ۲۰۲۳ | جوزنز کاتائم ماروین بروکس               | بمب عشق                         |                           |
| ۲۰۲۳ | علی کریستنهوس                           | نور آور                         | جادوگر                    |
| ۲۰۲۳ | ادا هیز الینا وسترمن                    | جاودانه                         |                           |
| ۲۰۲۳ | جوزنز کاتائم                            | تاج گمشده                       | شاهزاده ایرانی: تاج گمشده |
| ۲۰۲۳ | جوزنز کاتائم                            | اعتصاب و حکومت                  | شاهزاده ایرانی: تاج گمشده |
| ۲۰۲۳ | ادا هیز کاتائم                          | گرداندن جزر و مد                | ولورنت                    |
| ۲۰۲۴ | تیفانی آریس فورتس                       | هنوز اینجا هستم                 | لیگ افسانه‌ها              |
| ۲۰۲۴ | کاتائم ماروین بروکس                     | گرگ‌ها                           |                           |
| ۲۰۲۴ | -                                       | ولرمن                           | اسکال اند بونز            |
| ۲۰۲۴ | جوزنز بلکوی تیفانی آریس                 | تاج را بگیر                     |                           |
| ۲۰۲۴ | اسکور                                   | رفتن به گرگ‌ها                   |                           |